# Sartoriana spinigera
Sartoriana spinigera е вид десетоного от семейство Gecarcinucidae. Видът не е застрашен от изчезване.

## Разпространение и местообитание
Разпространен е в Бангладеш, Индия (Асам, Западна Бенгалия и Утар Прадеш) и Пакистан.
Обитава крайбрежията на сладководни басейни и морета.

## Описание
Популацията на вида е стабилна.